# Selección de fútbol de Nicaragua
La selección de fútbol de Nicaragua es el equipo representado por jugadores de nacionalidad nicaragüense. Está dirigida por la Federación Nicaragüense de Fútbol, la cual está afiliada a la Concacaf.
Desde su afiliación a la FIFA, Nicaragua ha avanzado paulatinamente en su nivel futbolístico, hasta lograr el puesto 92 en la clasificación de la FIFA, hecho histórico en el fútbol pinolero.

## Historia
En 1941 llegó al país Eduardo Kosovic (Edy), de nacionalidad húngara, quien fue el primer entrenador extranjero que tuvo el balompié nicaragüense. Entrenaba a los equipos de Managua por la mañana y a los equipos de Diriamba por la tarde. También fue el encargado de la preparación de la Selección Nacional que participó en el primer Campeonato Centroamericano y del Caribe realizado en San José, Costa Rica, ese mismo año.

### Décadas de 1950 y 1960
En el Congreso realizado en Río de Janeiro, los días 22 y 23 de junio de 1950, por gestión del secretario de la Comisión Nacional de Deportes, señor José Benito Ramírez, Nicaragua es aceptada como miembro afiliado de la FIFA.
En 1958 es el año de fundación de la Federación Nicaragüense de Fútbol (FENIFUT), la máxima entidad rectora del fútbol en el país.
La primera gran victoria a nivel de selección nacional mayor ocurrió el 12 de marzo de 1965 en El Salvador durante la fase preliminar del II Campeonato Concacaf de 1965, Nicaragua derrotó 2-0 a Honduras con anotaciones de Gerardo Barrios y Pedro Jirón (Peché).
El 17 de febrero de 1967 en la ronda preliminar del III Campeonato Concacaf de 1967, Nicaragua derrotó 3-1 a Panamá clasificando a la ronda final donde empató 1:1 con Honduras.

### Década de 1970
Nicaragua participa en las eliminatorias para el Campeonato de Naciones de la Concacaf de 1971 enfrentando a El Salvador en partidos de ida y vuelta, perdiendo ambos desafíos.
En el ámbito centroamericano, la mejor actuación de un equipo nacional (para ser exactos el equipo sub-21) se dio en 1973, en los primeros Juegos Centroamericanos que se realizaron en Guatemala, certamen en que se disputó la medalla de Oro con Panamá en un torneo de todos contra todos en donde Nicaragua obtuvo triunfos de 1:0 sobre Guatemala, 2:0 sobre Costa Rica, empate 1:1 con El Salvador y derrota 0:2 con Panamá.

### Año 2000 en adelante
Nicaragua históricamente era considerada como la cenicienta de Centroamérica por ser uno de los equipos más goleados de la región. Pero a partir de la Copa UNCAF 2007 esa situación se ha venido revirtiendo y Nicaragua dejó de ser aquella selección débil para convertirse en una selección competitiva. En dicha Copa (realizada en El Salvador), la selección fue dirigida por el entrenador argentino Carlos De Toro, ocupando el sexto y penúltimo lugar, solo encima de Belice que ocupó el último lugar.
Aunque logró participar a dos ediciones del extinto Campeonato Concacaf de Naciones en 1963 y 1967, la clasificación a la Copa de Oro de la Concacaf 2009 es considerada -por los más jóvenes fanáticos- como el máximo hito alcanzado por la selección pinolera luego de ganar el quinto lugar de la Copa UNCAF 2009 tras superar en el partido de repechaje a Guatemala 2:0 (doblete de Samuel Wilson). En la fase final de la Copa de Oro 2009, Nicaragua no anotó goles y perdió sus tres partidos ante México (0:2), Guadalupe (0:2) y Panamá (0:4).
Otro logro importante de esta selección son sus dos primeras victorias en eliminatorias mundialistas tras ganar 2:0 de visita a Dominica y ganar 1:0 de local contra el mismo contricante. Estos hechos le permitieron a Nicaragua ocupar en ese momento el puesto más alto (132.º) en la clasificación mundial de la FIFA, ascendiendo 50 puestos de enero de 2009 a febrero de 2009.
El 16 de diciembre de 2009, el entrenador español Enrique Llena firmó un contrato como nuevo entrenador de Nicaragua. En su primer torneo oficial, la Copa Centroamericana 2011, la selección nicaragüense perdió ante El Salvador y Panamá por idéntico marcador (0:2) y empató 1:1 (con un penal del portero Denis Espinoza) ante Belice. En el repechaje contra Guatemala perdió 1:2 y no pudo clasificarse a la Copa Oro 2011. Tras ser rápidamente eliminada de la carrera al Mundial 2014, en noviembre de 2012, Nicaragua disputó la Copa Centroamericana 2013 empatando 1:1 contra Guatemala y perdiendo ante Costa Rica y Belice por 0:2 y 1:2 respectivamente, siendo eliminada en primera vuelta a pesar de los progresos mostrados. Volvió a correr la misma suerte en la Copa Centroamericana 2014 al ser nuevamente eliminada en primera ronda y perder el partido de repesca por el 5.º lugar ante Honduras (0-1).
El 23 de marzo de 2015 en Managua, Nicaragua jugó contra Anguila para las eliminatorias de Concacaf 2018, Nicaragua ganó 5-0, con la mayor goleada que ha logrado en su historia. En el partido de vuelta en The Valley, Anguila, Nicaragua volvió a ganar con triunfo 3-0 de visita (8-0 en el global) clasificándose por primera vez a una segunda ronda de una eliminatoria mundialista en la cual enfrentaría a la selección de fútbol de Surinam. El 7 de junio Nicaragua venció a Surinam 1-0 en Managua con lo cual la ilusión de seguir avanzando seguía en pie. El 16 de junio Nicaragua visita a Surinam para el partido de vuelta en la cual la selección de Nicaragua vence a Surinam 3-1 avanzando por primera vez en su historia a una tercera ronda de eliminatorias mundialista. El 4 de septiembre Nicaragua enfrentaría a Jamaica como su rival en tercera ronda y sorpresivamente Nicaragua le gana 3 a 2 a Jamaica en Kingston, pero el 8 de septiembre, en el partido de vuelta en Managua, Jamaica ganaría 2-0, impidiendo a Nicaragua clasificar por primera vez a la cuarta ronda. A pesar de la eliminación, Nicaragua mejoró su puesto en el ranking de FIFA al llegar al puesto 92 mejorando el puesto 132 obtenido tras su clasificación a la Copa Oro 2009. En ese mismo año (2015) en diciembre igualó el 5-0 ante Anguila, pero esta vez fue ante Cuba en partido amistoso.

## Uniforme
| 2022 |  | 2022 |

## Últimos partidos y próximos encuentros
Actualizado al último partido jugado el 10 de junio de 2025
| Fecha      | Ciudad           | Local            | Resultado | Visitante        | Competición                     |
| ---------- | ---------------- | ---------------- | --------- | ---------------- | ------------------------------- |
| 21-11-2023 | Managua          | Nicaragua        | 0:0       | Rep. Dominicana  | Liga Naciones Concacaf 23-24    |
| 22-03-2024 | Lima             | Perú             | 2:0       | Nicaragua        | Partido amistoso                |
| 26-03-2024 | Managua          | Nicaragua        | 0:1       | Cuba             | Partido amistoso                |
| 26-05-2024 | San José         | Guatemala        | 1:1       | Nicaragua        | Partido amistoso                |
| 05-06-2024 | Managua          | Nicaragua        | 4:1       | Montserrat       | Clasificación Copa Mundial 2026 |
| 08-06-2024 | Belmopán         | Belice           | 0:4       | Nicaragua        | Clasificación Copa Mundial 2026 |
| 06-09-2024 | Remire-Montjoly  | Guayana Francesa | 0:1       | Nicaragua        | Liga Naciones Concacaf 24-25    |
| 10-09-2024 | Santiago de Cuba | Cuba             | 1:1       | Nicaragua        | Liga Naciones Concacaf 24-25    |
| 10-10-2024 | Managua          | Nicaragua        | 0:2       | Jamaica          | Liga Naciones Concacaf 24-25    |
| 14-10-2024 | Managua          | Nicaragua        | 3:2       | Guayana Francesa | Liga Naciones Concacaf 24-25    |
| 21-03-2025 | Le Gosier        | Guadalupe        | 1:0       | Nicaragua        | Clasificación Copa Oro 2025     |
| 25-03-2025 | Managua          | Nicaragua        | 0:1       | Guadalupe        | Clasificación Copa Oro 2025     |
| 01-06-2025 | Pawtucket        | Puerto Rico      | 1:1       | Nicaragua        | Partido amistoso                |
| 06-06-2025 | Managua          | Nicaragua        | 1:0       | Guyana           | Clasificación Copa Mundial 2026 |
| 10-06-2025 | Ciudad de Panamá | Panamá           | 3:0       | Nicaragua        | Clasificación Copa Mundial 2026 |

## Jugadores

### Últimas convocatorias
| No. | Pos. | Jugador               | Fecha de nacimiento (edad)        | Apa. | Goles | Club              |
| --- | ---- | --------------------- | --------------------------------- | ---- | ----- | ----------------- |
|     | POR  | César Salandía        | 13 de junio de 2004 (21 años)     | 5    | 0     | Real Estelí       |
|     | POR  | Jason Vega            | 6 de noviembre de 1995 (29 años)  | 1    | 0     | Managua           |
|     | POR  | Brandon Mayorga       | 6 de enero de 1998 (27 años)      | 0    | 0     | Managua           |
|     |      |                       |                                   |      |       |                   |
|     | DEF  | Christian Reyes       | 3 de enero de 1998 (27 años)      | 10   | 0     | Pérez Zeledón     |
|     | DEF  | Justing Cano          | 2 de marzo de 2002 (23 años)      | 2    | 0     | Diriangén         |
|     | DEF  | Pablo Rodríguez       | 4 de junio de 2000 (25 años)      | 1    | 0     | Managua           |
|     | DEF  | Marvin Fletes         | 12 de noviembre de 1997 (27 años) | 31   | 1     | Real Estelí       |
|     | DEF  | Francisco Vallecillo  | 20 de octubre de 2002 (22 años)   | 0    | 0     | Real Estelí       |
|     | DEF  | Josué Quijano         | 10 de marzo de 1991 (34 años)     | 93   | 3     | Real Estelí       |
|     | DEF  | Óscar Acevedo         | 18 de marzo de 1997 (28 años)     | 23   | 2     | Real Estelí       |
|     |      |                       |                                   |      |       |                   |
|     | MED  | Josué Calderón        | 30 de mayo de 2002 (23 años)      | 0    | 0     | UNAN de Managua   |
|     | MED  | Nextaly Rodríguez     | 3 de marzo de 1998 (27 años)      | 1    | 0     | Municipal Liberia |
|     | MED  | Henry Niño            | 3 de octubre de 1997 (27 años)    | 21   | 1     | Real Estelí       |
|     | MED  | Junior Arteaga        | 9 de diciembre de 1999 (25 años)  | 13   | 1     | Diriangén         |
|     | MED  | Jonathan Moncada      | 3 de enero de 1998 (27 años)      | 16   | 0     | Diriangén FC      |
|     | MED  | Jeremy Cuarezma       | 28 de mayo de 2000 (25 años)      | 2    | 0     | Managua           |
|     | MED  | Juan Barrera          | 2 de mayo de 1989 (36 años)       | 87   | 24    | Managua           |
|     | MED  | Kevin Serapio         | 9 de abril de 1996 (29 años)      | 26   | 1     | Managua           |
|     | DEL  | Harold Medina         | 30 de enero de 2002 (23 años)     | 21   | 2     | Real Estelí       |
|     |      |                       |                                   |      |       |                   |
|     | DEL  | Widman Talavera       | 12 de enero de 2003 (22 años)     | 13   | 1     | Real Estelí       |
|     | DEL  | Bancy Hernández       | 27 de junio de 2000 (25 años)     | 12   | 0     | Real Estelí       |
|     | DEL  | Luis Fernando Coronel | 25 de febrero de 1997 (28 años)   | 15   | 3     | Diriangén         |
|     | DEL  | Abner Acuña           | 5 de marzo de 1997 (28 años)      | 9    | 0     | UNAN de Managua   |

## Registros individuales

### Más participaciones en juegos oficiales y no oficiales

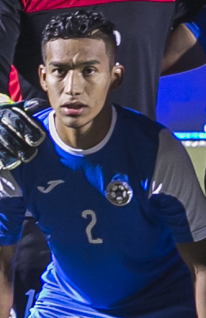
Josué Quijano, máximo futbolista nicaragüense con más participaciones con la selección

Actualizado al 27 de marzo de 2023.
- En cursiva jugadores activos en la selección.

| #  | Jugador          | Período       | Partidos | Goles |
| -- | ---------------- | ------------- | -------- | ----- |
| 1  | Josué Quijano    | 2011-presente | 100      | 3     |
| 2  | Juan Barrera     | 2009-presente | 76       | 24    |
| 3  | Manuel Rosas     | 2013-2021     | 60       | 2     |
| 4  | David Solórzano  | 1999-2014     | 48       | 1     |
| 5  | Carlos Chavarría | 2013-2021     | 44       | 11    |
| 6  | Marlon López     | 2014-2020     | 40       | 0     |
| 7  | Denis Espinoza   | 2004-2013     | 39       | 1     |
| 8  | Luis Copete      | 2014-presente | 39       | 5     |
| 9  | Luis Galeano     | 2015-2021     | 35       | 6     |
| 10 | Daniel Cadena    | 2014-2021     | 32       | 3     |

### Máximos goleadores en juegos oficiales y no oficiales

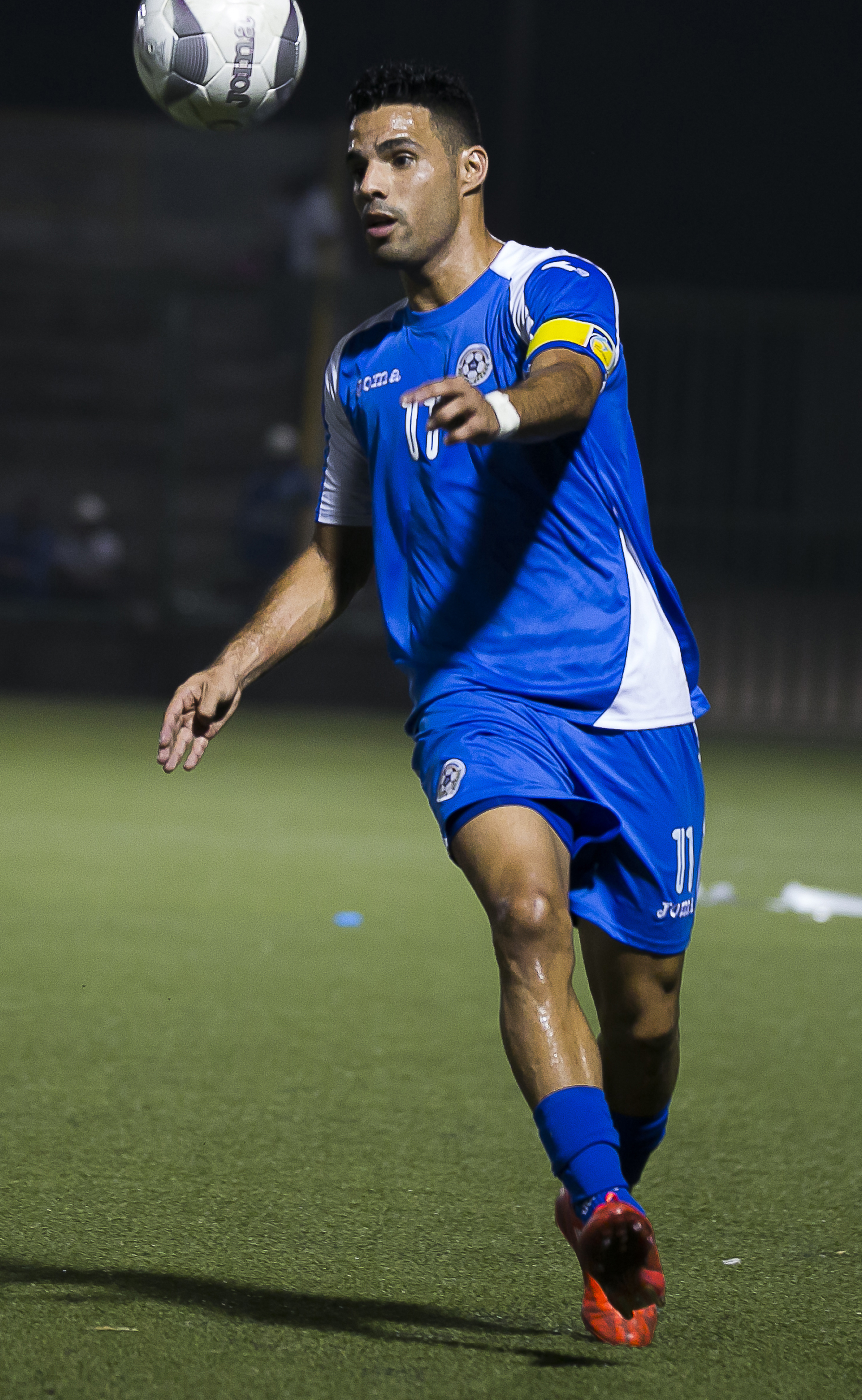
Juan Barrera, máximo goleador de la selección

Actualizado al 24 de marzo de 2023.
| #  | Jugador          | Periodo       | Partidos | Goles |
| -- | ---------------- | ------------- | -------- | ----- |
| 1  | Juan Barrera     | 2009-presente | 76       | 24    |
| 2  | Carlos Chavarría | 2013-2021     | 44       | 11    |
| 3  | Emilio Palacios  | 2001-2009     | 25       | 11    |
| 4  | Raúl Leguías     | 2011-2016     | 22       | 9     |
| 5  | Jaime Moreno     | 2016-presente | 30       | 8     |
| 6  | Ariagner Smith   | 2017-presente | 11       | 8     |
| 7  | Luis Galeano     | 2015-2021     | 35       | 6     |
| 8  | Byron Bonilla    | 2016-presente | 29       | 6     |
| 9  | Matías Moldskred | 2021-presente | 15       | 5     |
| 10 | Samuel Wilson    | 2001-2013     | 28       | 5     |

## Entrenadores

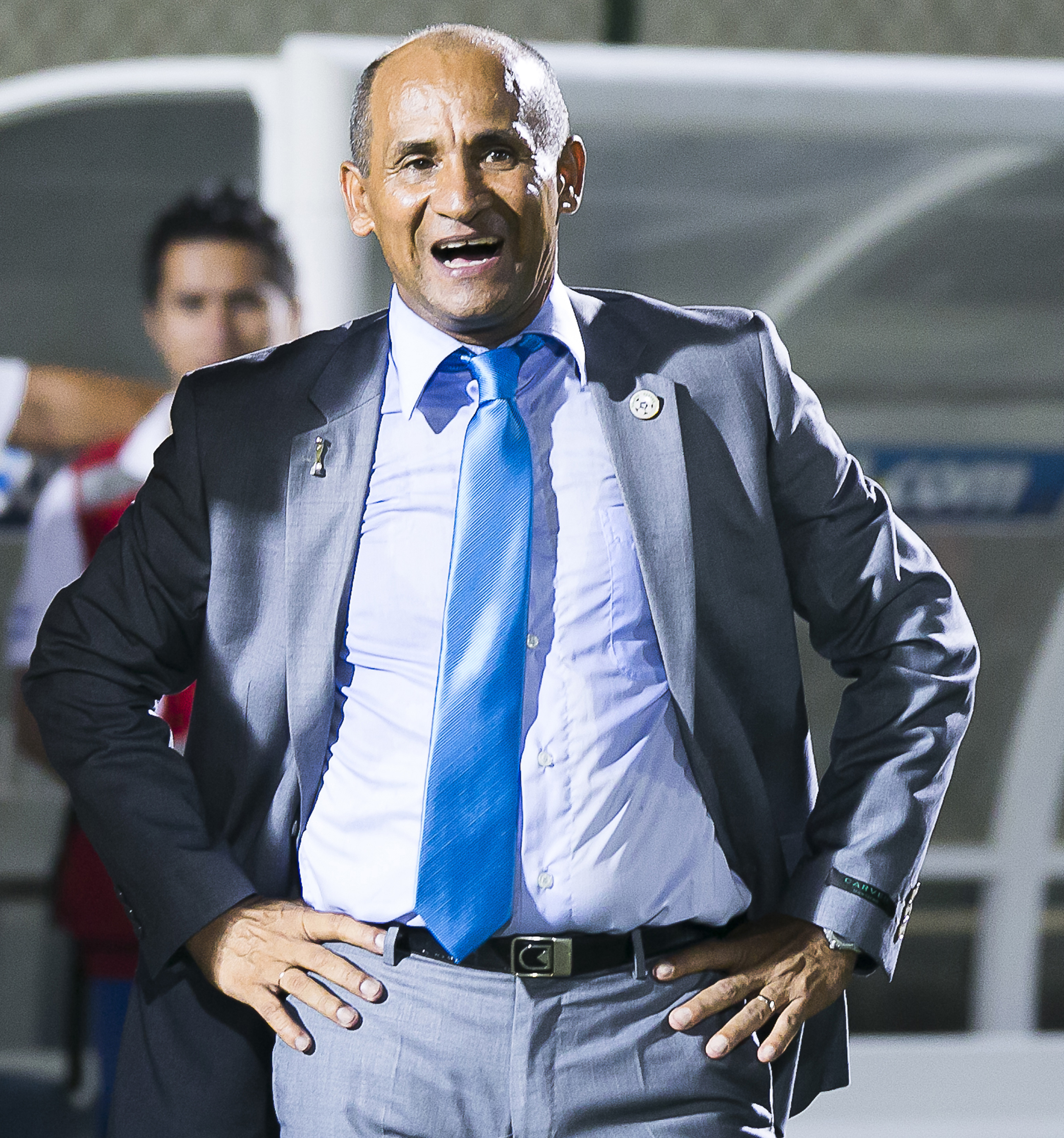
Henry Duarte, el director técnico costarricense que ha dirigido por más tiempo a la selección durante un período de siete años.

#### Listado cronológico
| Nombre                    | Período   |
| ------------------------- | --------- |
| Octavio Urbina            | 1941      |
| Eduardo Kosovic 'Edy'     | 1943      |
| Santiago Bonilla          | 1952-1953 |
| Carlos Ruiz               | 1961      |
| Livio Bendaña             | 1961-1970 |
| Ferenc Mészáros           | 1961      |
| Santiago Berrini          | 1966      |
| Livio Bendaña             | 1967      |
| Livio Bendaña             | 1971      |
| Ján Fülöp                 | 1984-1986 |
| Salvador Dubois           | 1991-1992 |
| Mauricio Cruz             | 1993-2001 |
| Florencio Levia           | 2001-2002 |
| Maurizio Battistini       | 2003-2004 |
| Marcelo Zuleta            | 2005      |
| Carlos De Toro            | 2007-2008 |
| Mauricio Cruz             | 2008      |
| Otoniel Olivas            | 2009      |
| Enrique Llena             | 2010-2014 |
| Javier Londoño (interino) | 2014      |
| Henry Duarte              | 2015-2020 |
| Juan Vita                 | 2020-2022 |
| Marco Antonio Figueroa    | 2022-2025 |

## Estadísticas

### Copa Mundial de Fútbol
| Copa Mundial de Fútbol | Copa Mundial de Fútbol | Copa Mundial de Fútbol | Copa Mundial de Fútbol | Copa Mundial de Fútbol | Copa Mundial de Fútbol | Copa Mundial de Fútbol | Copa Mundial de Fútbol |
| Año                    | Ronda                  | J                      | G                      | E                      | P                      | GF                     | GC                     |
| ---------------------- | ---------------------- | ---------------------- | ---------------------- | ---------------------- | ---------------------- | ---------------------- | ---------------------- |
| 1930                   | No participó           | No participó           | No participó           | No participó           | No participó           | No participó           | No participó           |
| 1934                   | No participó           | No participó           | No participó           | No participó           | No participó           | No participó           | No participó           |
| 1938                   | No participó           | No participó           | No participó           | No participó           | No participó           | No participó           | No participó           |
| 1950                   | No participó           | No participó           | No participó           | No participó           | No participó           | No participó           | No participó           |
| 1954                   | No participó           | No participó           | No participó           | No participó           | No participó           | No participó           | No participó           |
| 1958                   | No participó           | No participó           | No participó           | No participó           | No participó           | No participó           | No participó           |
| 1962                   | No participó           | No participó           | No participó           | No participó           | No participó           | No participó           | No participó           |
| 1966                   | No participó           | No participó           | No participó           | No participó           | No participó           | No participó           | No participó           |
| 1970                   | No participó           | No participó           | No participó           | No participó           | No participó           | No participó           | No participó           |
| 1974                   | No participó           | No participó           | No participó           | No participó           | No participó           | No participó           | No participó           |
| 1978                   | No participó           | No participó           | No participó           | No participó           | No participó           | No participó           | No participó           |
| 1982                   | No participó           | No participó           | No participó           | No participó           | No participó           | No participó           | No participó           |
| 1986                   | No participó           | No participó           | No participó           | No participó           | No participó           | No participó           | No participó           |
| 1990                   | No participó           | No participó           | No participó           | No participó           | No participó           | No participó           | No participó           |
| 1994                   | No clasificó           | No clasificó           | No clasificó           | No clasificó           | No clasificó           | No clasificó           | No clasificó           |
| 1998                   | No clasificó           | No clasificó           | No clasificó           | No clasificó           | No clasificó           | No clasificó           | No clasificó           |
| 2002                   | No clasificó           | No clasificó           | No clasificó           | No clasificó           | No clasificó           | No clasificó           | No clasificó           |
| 2006                   | No clasificó           | No clasificó           | No clasificó           | No clasificó           | No clasificó           | No clasificó           | No clasificó           |
| 2010                   | No clasificó           | No clasificó           | No clasificó           | No clasificó           | No clasificó           | No clasificó           | No clasificó           |
| 2014                   | No clasificó           | No clasificó           | No clasificó           | No clasificó           | No clasificó           | No clasificó           | No clasificó           |
| 2018                   | No clasificó           | No clasificó           | No clasificó           | No clasificó           | No clasificó           | No clasificó           | No clasificó           |
| 2022                   | No clasificó           | No clasificó           | No clasificó           | No clasificó           | No clasificó           | No clasificó           | No clasificó           |
| 2026                   | Por disputarse         | Por disputarse         | Por disputarse         | Por disputarse         | Por disputarse         | Por disputarse         | Por disputarse         |
| Total                  | 0/22                   | -                      | -                      | -                      | -                      | -                      | -                      |

### Copa de Oro de la Concacaf
| Copa de Oro de la Concacaf | Copa de Oro de la Concacaf | Copa de Oro de la Concacaf | Copa de Oro de la Concacaf | Copa de Oro de la Concacaf | Copa de Oro de la Concacaf | Copa de Oro de la Concacaf | Copa de Oro de la Concacaf |
| Año                        | Ronda                      | J                          | G                          | E                          | P                          | GF                         | GC                         |
| -------------------------- | -------------------------- | -------------------------- | -------------------------- | -------------------------- | -------------------------- | -------------------------- | -------------------------- |
| 1963                       | Fase de grupos             | 4                          | 0                          | 0                          | 4                          | 2                          | 15                         |
| 1965                       | No clasificó               | No clasificó               | No clasificó               | No clasificó               | No clasificó               | No clasificó               | No clasificó               |
| 1967                       | Sexto lugar                | 5                          | 0                          | 1                          | 4                          | 3                          | 12                         |
| 1969                       | No participó               | No participó               | No participó               | No participó               | No participó               | No participó               | No participó               |
| 1971                       | No clasificó               | No clasificó               | No clasificó               | No clasificó               | No clasificó               | No clasificó               | No clasificó               |
| 1973                       | No clasificó               | No clasificó               | No clasificó               | No clasificó               | No clasificó               | No clasificó               | No clasificó               |
| 1977                       | No participó               | No participó               | No participó               | No participó               | No participó               | No participó               | No participó               |
| 1981                       | No participó               | No participó               | No participó               | No participó               | No participó               | No participó               | No participó               |
| 1985                       | No participó               | No participó               | No participó               | No participó               | No participó               | No participó               | No participó               |
| 1989                       | No participó               | No participó               | No participó               | No participó               | No participó               | No participó               | No participó               |
| 1991 - 2007                | No clasificó               | No clasificó               | No clasificó               | No clasificó               | No clasificó               | No clasificó               | No clasificó               |
| 2009                       | Fase de grupos             | 3                          | 0                          | 0                          | 3                          | 0                          | 8                          |
| 2011                       | No clasificó               | No clasificó               | No clasificó               | No clasificó               | No clasificó               | No clasificó               | No clasificó               |
| 2013                       | No clasificó               | No clasificó               | No clasificó               | No clasificó               | No clasificó               | No clasificó               | No clasificó               |
| 2015                       | No clasificó               | No clasificó               | No clasificó               | No clasificó               | No clasificó               | No clasificó               | No clasificó               |
| 2017                       | Fase de grupos             | 3                          | 0                          | 0                          | 3                          | 1                          | 7                          |
| 2019                       | Fase de grupos             | 3                          | 0                          | 0                          | 3                          | 0                          | 8                          |
| 2021                       | No clasificó               | No clasificó               | No clasificó               | No clasificó               | No clasificó               | No clasificó               | No clasificó               |
| 2023                       | Descalificado              | Descalificado              | Descalificado              | Descalificado              | Descalificado              | Descalificado              | Descalificado              |
| 2025                       | No clasificó               | No clasificó               | No clasificó               | No clasificó               | No clasificó               | No clasificó               | No clasificó               |
| Total                      | 5/28                       | 18                         | 0                          | 1                          | 17                         | 6                          | 50                         |

### Liga de Naciones de la Concacaf
| Liga de Naciones de la Concacaf | Liga de Naciones de la Concacaf | Liga de Naciones de la Concacaf | Liga de Naciones de la Concacaf | Liga de Naciones de la Concacaf | Liga de Naciones de la Concacaf | Liga de Naciones de la Concacaf | Liga de Naciones de la Concacaf | Liga de Naciones de la Concacaf | Liga de Naciones de la Concacaf |
| Año                             | L                               | G                               | Ronda                           | J                               | G                               | E                               | P                               | GF                              | GC                              |
| ------------------------------- | ------------------------------- | ------------------------------- | ------------------------------- | ------------------------------- | ------------------------------- | ------------------------------- | ------------------------------- | ------------------------------- | ------------------------------- |
| 2019-20                         | B                               | D                               | Tercer lugar                    | 6                               | 2                               | 1                               | 3                               | 9                               | 11                              |
| 2022-23                         | B                               | C                               | Primer lugar                    | 6                               | 4                               | 2                               | 0                               | 15                              | 5                               |
| 2023-24                         | B                               | B                               | Primer lugar                    | 6                               | 5                               | 1                               | 0                               | 17                              | 1                               |
| 2024-25                         | A                               | B                               | Tercer lugar                    | 4                               | 2                               | 1                               | 1                               | 5                               | 5                               |
| Total                           | Total                           | Total                           | 4/4                             | 22                              | 13                              | 5                               | 4                               | 46                              | 22                              |

### Copa CCCF
| Copa CCCF | Copa CCCF    | Copa CCCF    | Copa CCCF    | Copa CCCF    | Copa CCCF    | Copa CCCF    | Copa CCCF    |
| Año       | Ronda        | J            | G            | E            | P            | GF           | GC           |
| --------- | ------------ | ------------ | ------------ | ------------ | ------------ | ------------ | ------------ |
| 1941      | Quinto lugar | 4            | 1            | 2            | 1            | 16           | 12           |
| 1943      | Cuarto lugar | 6            | 0            | 0            | 6            | 7            | 39           |
| 1946      | Sexto lugar  | 5            | 1            | 0            | 4            | 5            | 31           |
| 1948      | No participó | No participó | No participó | No participó | No participó | No participó | No participó |
| 1951      | Tercer lugar | 4            | 0            | 0            | 4            | 4            | 22           |
| 1953      | Sexto lugar  | 6            | 1            | 0            | 5            | 4            | 18           |
| 1955      | No participó | No participó | No participó | No participó | No participó | No participó | No participó |
| 1957      | No participó | No participó | No participó | No participó | No participó | No participó | No participó |
| 1960      | No participó | No participó | No participó | No participó | No participó | No participó | No participó |
| 1961      | Noveno lugar | 3            | 0            | 0            | 3            | 3            | 18           |
| Total     | 6/10         | 28           | 3            | 2            | 23           | 39           | 140          |

### Copa Centroamericana
| Copa Centroamericana | Copa Centroamericana | Copa Centroamericana | Copa Centroamericana | Copa Centroamericana | Copa Centroamericana | Copa Centroamericana | Copa Centroamericana |
| Año                  | Ronda                | J                    | G                    | E                    | P                    | GF                   | GC                   |
| -------------------- | -------------------- | -------------------- | -------------------- | -------------------- | -------------------- | -------------------- | -------------------- |
| 1991                 | No clasificó         | No clasificó         | No clasificó         | No clasificó         | No clasificó         | No clasificó         | No clasificó         |
| 1993                 | No clasificó         | No clasificó         | No clasificó         | No clasificó         | No clasificó         | No clasificó         | No clasificó         |
| 1995                 | No clasificó         | No clasificó         | No clasificó         | No clasificó         | No clasificó         | No clasificó         | No clasificó         |
| 1997                 | Fase de grupos       | 2                    | 0                    | 0                    | 2                    | 2                    | 11                   |
| 1999                 | Fase de grupos       | 2                    | 0                    | 0                    | 2                    | 0                    | 2                    |
| 2001                 | Fase de grupos       | 3                    | 0                    | 0                    | 3                    | 2                    | 19                   |
| 2003                 | Sexto lugar          | 5                    | 1                    | 0                    | 4                    | 1                    | 11                   |
| 2005                 | Quinto lugar         | 3                    | 1                    | 0                    | 2                    | 2                    | 9                    |
| 2007                 | Sexto lugar          | 4                    | 1                    | 0                    | 3                    | 6                    | 14                   |
| 2009                 | Quinto lugar         | 4                    | 1                    | 2                    | 1                    | 5                    | 6                    |
| 2011                 | Sexto lugar          | 4                    | 0                    | 1                    | 3                    | 2                    | 7                    |
| 2013                 | Fase de grupos       | 3                    | 0                    | 1                    | 2                    | 2                    | 5                    |
| 2014                 | Sexto lugar          | 3                    | 0                    | 0                    | 3                    | 0                    | 6                    |
| 2017                 | Quinto lugar         | 5                    | 1                    | 1                    | 3                    | 5                    | 6                    |
| Total                | 11/14                | 38                   | 5                    | 5                    | 28                   | 27                   | 96                   |

### Fútbol en los Juegos Panamericanos(ODEPA)
| Fútbol en los Juegos Panamericanos | Fútbol en los Juegos Panamericanos | Fútbol en los Juegos Panamericanos | Fútbol en los Juegos Panamericanos | Fútbol en los Juegos Panamericanos | Fútbol en los Juegos Panamericanos | Fútbol en los Juegos Panamericanos | Fútbol en los Juegos Panamericanos |
| Año                                | Ronda                              | J                                  | G                                  | E                                  | P                                  | GF                                 | GC                                 |
| Selecciones amateurs               | Selecciones amateurs               | Selecciones amateurs               | Selecciones amateurs               | Selecciones amateurs               | Selecciones amateurs               | Selecciones amateurs               | Selecciones amateurs               |
| ---------------------------------- | ---------------------------------- | ---------------------------------- | ---------------------------------- | ---------------------------------- | ---------------------------------- | ---------------------------------- | ---------------------------------- |
| 1951 - 1971                        | No participó                       | No participó                       | No participó                       | No participó                       | No participó                       | No participó                       | No participó                       |
| 1975                               | Primera ronda                      | 3                                  | 0                                  | 0                                  | 3                                  | 2                                  | 23                                 |
| 1979 - 1983                        | No participó                       | No participó                       | No participó                       | No participó                       | No participó                       | No participó                       | No participó                       |
| Total                              | 1/9                                | 3                                  | 0                                  | 0                                  | 3                                  | 2                                  | 23                                 |

### Fútbol en los Juegos Centroamericanos y del Caribe(ODECABE)
| Fútbol en los Juegos Centroamericanos y del Caribe | Fútbol en los Juegos Centroamericanos y del Caribe | Fútbol en los Juegos Centroamericanos y del Caribe | Fútbol en los Juegos Centroamericanos y del Caribe | Fútbol en los Juegos Centroamericanos y del Caribe | Fútbol en los Juegos Centroamericanos y del Caribe | Fútbol en los Juegos Centroamericanos y del Caribe | Fútbol en los Juegos Centroamericanos y del Caribe |
| Año                                                | Ronda                                              | J                                                  | G                                                  | E                                                  | P                                                  | GF                                                 | GC                                                 |
| -------------------------------------------------- | -------------------------------------------------- | -------------------------------------------------- | -------------------------------------------------- | -------------------------------------------------- | -------------------------------------------------- | -------------------------------------------------- | -------------------------------------------------- |
| 1930                                               | No participó                                       | No participó                                       | No participó                                       | No participó                                       | No participó                                       | No participó                                       | No participó                                       |
| 1935                                               | No participó                                       | No participó                                       | No participó                                       | No participó                                       | No participó                                       | No participó                                       | No participó                                       |
| 1938                                               | No participó                                       | No participó                                       | No participó                                       | No participó                                       | No participó                                       | No participó                                       | No participó                                       |
| 1946                                               | No participó                                       | No participó                                       | No participó                                       | No participó                                       | No participó                                       | No participó                                       | No participó                                       |
| Selecciones amateurs                               |                                                    |                                                    |                                                    |                                                    |                                                    |                                                    |                                                    |
| 1950                                               | Fase de grupos                                     | 3                                                  | 0                                                  | 0                                                  | 3                                                  | 4                                                  | 19                                                 |
| 1954 - 1986                                        | No participó                                       | No participó                                       | No participó                                       | No participó                                       | No participó                                       | No participó                                       | No participó                                       |
| Total                                              | 1/14                                               | 3                                                  | 0                                                  | 0                                                  | 3                                                  | 4                                                  | 19                                                 |